# Blatná (přítok Studeného potoka)
Blatná je potok na horní Oravě, v území okresu Tvrdošín. Jde o pravostranný přítok Studeného potoka s délkou 8,4 km a je tokem V. řádu.

## Pramen
Protéká geomorfologickým celkem Podtatranská brázda, podcelkem Zuberecká brázda, kde i pramení v oblasti sedla Bôrik (940 m n. m.), na jižním svahu Skorušiny (1 313,8 m n. m.) v nadmořské výšce přibližně 935 m n. m..

## Popis toku
Od pramene teče jihozápadním směrem, vytváří Blatnou dolinu a postupně přibírá několik přítoků. Z pravé strany nejprve přibírá přítok z jižního svahu Osobité, zleva Kremenný potok, zprava další přítok (840,5 m n. m.) z jižních svahů Osobité a z jihovýchodního svahu Mikulovky (1 192,5 m n. m.), znovu zleva přítok z oblasti Zamaňové a severního svahu Mačacích dier (1 180,1 m n. m.). Následně se vodní tok výrazněji vlní, rozšiřuje své koryto, dál už teče západním směrem a přibírá několik kratších přítoků z jižních svahů Mikulovky a Javorkové (1 140,5 m n. m.). Nakonec protéká obcí Habovka, z pravé strany ještě přibírá přítok z jižního svahu Oslů (1 038,7 m n. m.) a na okraji obce ústí v nadmořské výšce cca 708 m n. m. do Studeného potoka.

## Jiné názvy
- Blatné
- Blatný potok
- Blatná dolina